# Doctor Strange
Doctor Strange är en superhjälte i Marvels fiktiva universum, skapad av Stan Lee och Steve Ditko. Doctor Strange introducerades för första gången i Strange Tales #110 (juli 1963).
Karaktären medverkar i filmserien Marvel Cinematic Universe där han spelas av Benedict Cumberbatch. Han framträder i filmerna Doctor Strange (2016), Thor: Ragnarök (2017), Avengers: Infinity War (2018), Avengers: Endgame (2019), Spider-Man: No Way Home (2021) och Doctor Strange in the Multiverse of Madness (2022).

## Fiktiv biografi
Stephen Strange är en världsberyktad men egoistisk neurokirurg. Han råkar ut för en bilolycka och skadar sina händer varpå han blir deprimerad och börjar leta efter ett botemedel. Han stöter då på en eremit som kallas "Den forne" i Himalaya. Efter ett djärvt försök att konfrontera Den fornes förrädiske lärjunge, Baron Mordo (som senare skulle komma att bli en av Stranges ärkefiender), lär sig Strange att hantera den mystiska kraften.
Som lärjunge till Den forne möter Strange den övermänsklige Nightmare, liksom andra mystiska motståndare och även sin framtida ärkefiende: Dormammu, en krigsherre från en dimension kallad ”Mörkrets dimension”. Strange får hjälp av en namnlös flicka (som senare visar sig vara Clea, Dormammus brorsdotter). Strange hjälper sedan den försvagade Dormammu att driva ut de härjande monstren (Mindless Ones) och skicka tillbaka dem till sin fångenskap, och blir därför tillåten att gå utan strid.

## Krafter och förmågor
Doctor Strange använder magi för att åstadkomma ett flertal effekter, bland annat telepati, energiutlösning, teleportering, astralprojektion, skapande av material såsom mat och vatten samt skapande av skyddssköldar stora som planeter. När han gör en förtrollning beskrivs det ofta som att han framkallar namnet på ett mystiskt väsen, såsom en av Vishantierna (Hoggoth, Oshtur och Agamotto) eller gruppen Octessence. Dessa väsen utlånar vanligen sin kraft till en bestämd effekt som Strange kan använda för att fånga in fiender.
Strange fick lära sig svart magi av engångsmotståndaren Kaluu, och använder det för att förgöra monstret Shuma-Gorath. Användandet av denna magi var både beroendeframkallande och korrumperande, vilket ledde till att Kaluu var tvungen att rena Strange från magin innan den kunde ta full effekt.

### Fotnoter
1. ↑  Alex Lawson (9 juni 2014). ”Dr Strange: Finally an intriguing superhero” (på engelska). Independent. http://www.independent.co.uk/arts-entertainment/films/features/dr-strange-finally-an-intriguing-superhero-9517535.html. Läst 16 maj 2017.
2. ↑  ”Benedict Cumberbatch to play Marvel's Doctor Strange” (på engelska). BBC. 5 december 2014. http://www.bbc.co.uk/newsbeat/article/30341376/benedict-cumberbatch-to-play-marvels-doctor-strange. Läst 16 maj 2017.